# Борсуківка (Німанський район)
Борсуківка (рос. Барсуковка) — селище Німанського району, Калінінградської області Росії. Входить до складу Жилінського сільського поселення.
Населення —  90 осіб (2015 рік). 